# SUSE Linux Enterprise Desktop
SUSE Linux Enterprise Desktop (SLED), precedentemente noto come Novell Linux Desktop, è un sistema operativo Linux sviluppato da Novell per il mercato aziendale. È espressamente ottimizzato per l'utilizzo su computer desktop. Nuove versioni sono pubblicate ad intervalli di 24-36 mesi, mentre le versioni minori (chiamate service packs) sono pubblicate ogni 9-12 mesi. Come gli altri prodotti SUSE Linux Enterprise è sottoposto ad un ancor più approfondito test rispetto a openSUSE con l'obiettivo di includere solo componenti maturi e stabili nel prodotto finale.
L'attuale versione è SLED 11, sviluppata da una base condivisa con SUSE Linux Enterprise Server e gli altri prodotti SUSE Linux Enterprise. SLED include Novell Evolution e molte altre applicazioni open source, ma anche proprietarie come per esempio Adobe Reader e RealPlayer.
Costi online a giugno 2025: supporto standard con abbonamento annuale 139,23€; supporto priority con abbonamento annuale 254,66€

## Storia
Novell Linux Desktop, poi ridenominata SUSE Linux Enterprise Desktop, nacque dalla volontà di Novell, da pochi mesi divenuta proprietaria di SUSE, di proporre un prodotto desktop di livello aziendale caratterizzato dall'unione tra SuSE Linux e Ximian Desktop, altra distribuzione di cui era divenuta proprietaria con l'acquisizione di Ximian avvenuta negli stessi mesi. SuSE Linux rappresentò la base del nuovo sistema operativo mentre Ximian Desktop contribuì con la sua esperienza maturata nell'ambito software, in particolar modo con Ximian Evolution, poi rinominato Novell Evolution. Ximian Desktop era basata sull'ambiente desktop GNOME che assunse nel nuovo sistema operativo un ruolo di primo piano, benché l'ambiente desktop KDE, storicamente utilizzato da SuSE Linux, continua ad essere incluso ed attivamente supportato.

## Caratteristiche
Con SLED 10 Novell ha focalizzato la sua attenzione su alcune caratteristiche ritenute più utili per un ampio numero di utenti aziendali, posizionando SLED nella stessa fascia di mercato di Microsoft Windows. Gli impiegati degli uffici sono definiti in questo contesto come utenti che hanno bisogno di funzionalità desktop di base, di una suite di software di produttività personale, di uno strumento collaborativo per la gestione della posta elettronica, dei contatti e degli appuntamenti, di un browser web e di un programma di messaggistica istantanea. Novell cerca di soddisfare queste necessità rendendo questi componenti il più possibile compatibili con le preesistenti infrastrutture aziendali come Microsoft Active Directory e Microsoft Exchange, così come con i formati file Microsoft Office.
In particolare offre come suite d'ufficio una versione modificata di OpenOffice.org, Novell Evolution come strumento collaborativo, Mozilla Firefox come browser web e Pidgin per la messaggistica istantanea.
SLED include anche Beagle, un programma per la ricerca desktop. Altre caratteristiche sono la semplificazione di operazioni come la connessione di fotocamere digitali e la riproduzione legale di formati audio proprietari come MP3 tramite una partnership con RealNetworks.

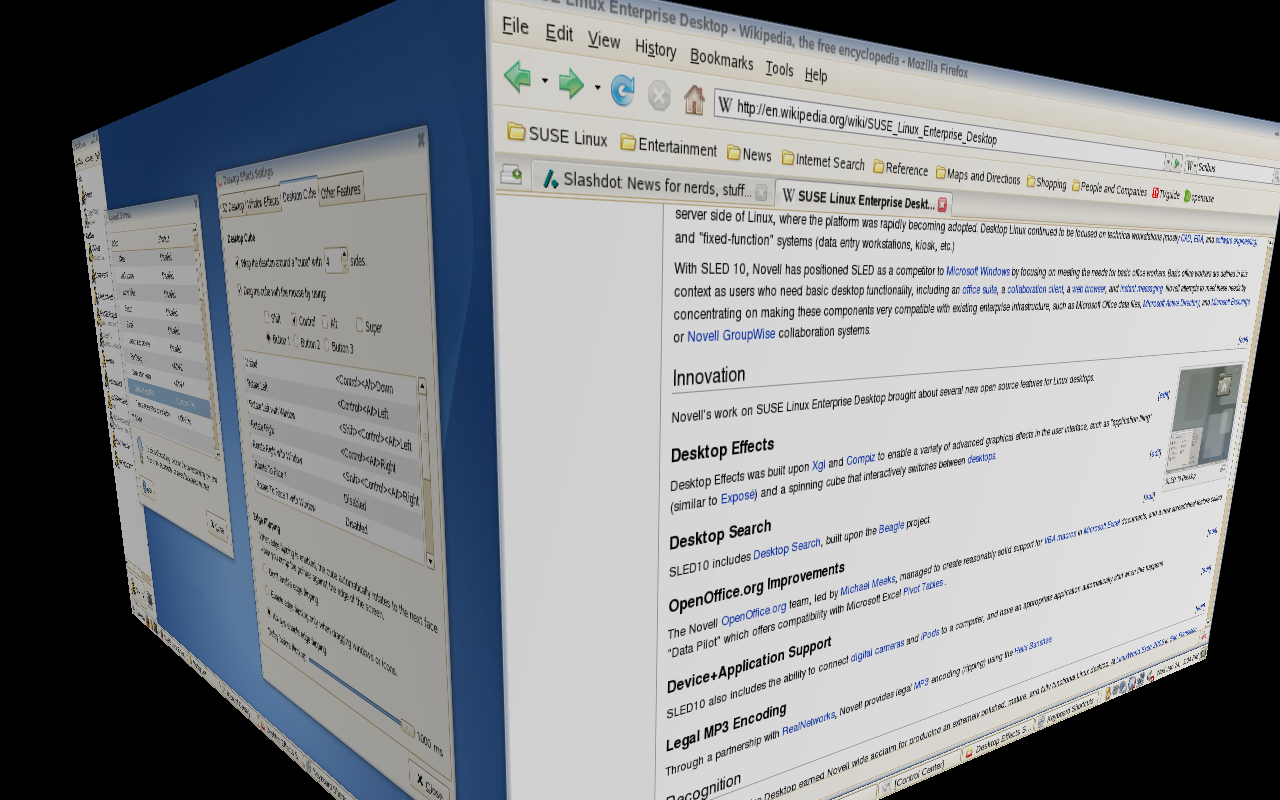
SLED 10 con XGL attivato: effetto "cubo desktop"

### Innovazione
Il lavoro compiuto su SUSE Linux Enterprise Desktop ha portato diverse novità nei desktop Linux, ora largamente diffuse in tutto il panorama Linux come:
- Effetti desktop

Gli effetti desktop erano ottenuti tramite Xgl e Compiz, consentendo così una varietà di effetti desktop avanzati come l'affiancamento delle finestre (simile a Mission Control) o il cubo desktop per scambiare tra loro i desktop virtuali.
- Miglioramenti a OpenOffice.org

Novell impiega una squadra di sviluppatori specificatamente per lavorare su OpenOffice.org. Alcuni tra gli obiettivi sono lo sviluppo e il miglioramento del supporto a VBA macros nei documenti Microsoft Excel, il supporto a Pivot Table di Microsoft Excel tramite una nuova funzione denominata Data Pilot, un filtro di importazione OpenXML integrato e il supporto multimediale integrato tramite GStreamer. I risultati di questo lavoro di rifinitura e potenziamento di OpenOffice.org sono racchiusi in una specifica distribuzione della suite nota come Go-oo, oggi confluita nel progetto LibreOffice

## Riconoscimenti
SUSE Linux Enterprise Desktop ha ricevuto ampio apprezzamento come desktop Linux caratterizzato da un completo set di funzionalità, da grande maturità e rifinitura. Al LinuxWorld Conference and Expo 2006 a San Francisco, SUSE Linux Enterprise Desktop ha vinto sia il premio come "Best of Show" che come "Best Desktop Solution". InfoWorld successivamente ha assegnato il premio "Technology of the Year" come "Best Linux Desktop" nel gennaio 2007.